# Thomas Böhlke
Thomas Böhlke (1968) é um engenheiro alemão.
É diretor do Instituto de Mecânica Técnica/Mecânica do Contínuo (em alemão:  "Institut für Technische Mechanik/Kontinuumsmechanik") do Instituto de Tecnologia de Karlsruhe.

## Carreira
De 1990 a 1995 estudou na Universidade Técnica de Berlim. Em seguida foi durante cinco anos pesquisados associado ("wissenschaftlicher Mitarbeiter") no Instituto de Mecânica da Universidade de Magdeburgo. De maio a outubro de 1988 e em agosto de 1999 foi pesquisador visitante no Instituto Politécnico Rensselaer. Obteve depois o doutorado na Universidade de Magdeburgo, orientado por Albrecht Bertram, com a tese Crystallographic Texture Evolution and Elastic Anisotropy: Simulation, Modeling, and Application.
De dezembro de 2000 a novembro de 2002 foi assistente no Instituto de Mecânica da Universidade de Magdeburgo, obtendo depois um professorado júnior em interações micro-macro na mecânica ("Mikro-Makro-Wechselwirkungen in der Mechanik") na Universidade de Magdeburgo. Em 2005 foi professor da Universidade de Kassel. Desde outubro de 2006 é professor de mecânica do contínuo do Departamento de Engenharia Mecânica do Instituto de Tecnologia de Karlsruhe.